# Motte castrale de Venables
La motte castrale est ce qui reste aujourd'hui d'une fortification médiévale située dans le département de l'Eure en Normandie.

## Localisation
La motte féodale se situe dans la commune de Venables dans le sud du département de l'Eure. Elle domine la vallée de la Seine.

## Historique
Le fief de Venables est attesté dès 1055. L'évêque de Beauvais Drogon en confie les terres à son neveu Gilbert, à la suite du décès de Mauger de Venables, ancien seigneur du lieu.
La motte semble être antérieure à 1042, du fait de sa hauteur plus élevée que celle autorisée par les ducs de Normandie à partir de cette date.

## Protection
La motte féodale fait l'objet d'une inscription partielle au titre des monuments historiques par arrêté du 3 octobre 1983.